# 彭建华
彭建华（1996年12月18日—），中国湖南省湘西土家族苗族自治州龙山县人，中国男子田径运动员，主攻马拉松。个人最好成绩是在2020年全国马拉松锦标赛上取得的2小时08分50秒（与全国纪录相差34秒）。目前是中国半程马拉松最好成绩保持者，时间为1小时02分30秒。
2021年4月11日，彭建华获得2021年全国马拉松锦标赛 （徐州站）暨奥运会马拉松选拔赛男子组冠军，获得了代表中国队参加东京奥运会马拉松赛的资格，2小时11分16秒的比赛成绩也让彭建华暂时成为2021年中国马拉松最佳成绩保持者。

## 个人经历
2013年，彭建华开始进行田径训练。2014年代表湘西土家族苗族自治州参加湖南省第十二届运动会获得1金（男子1500米）1银（男子5000米）的成绩，同年转去江西田径队主攻铁人三项，后转为5000米和10000米项目。
2016年，彭建华开始参加全国性质的田径大赛。
2019年3月，彭建华参加徐州马拉松，这是他的首次全程马拉松比赛，首马成绩为2小时13分27秒。
2019年12月8日，彭建华在广州马拉松跑出了2小时09分57秒的成绩，达到东京奥运会标准成绩。
2021年4月11日，彭建华获得2021年全国马拉松锦标赛 （徐州站）暨奥运会马拉松选拔赛男子组冠军，获得了代表中国队参加东京奥运会马拉松赛的资格，2小时11分16秒的比赛成绩也让彭建华暂时成为2021年国内马拉松最佳成绩保持者。他也成为了江西省田径史上首位参加奥运会的马拉松运动员。

## 成绩
- 马拉松赛事

| 时间           | 赛事名称             | 举办地               | 成绩          | 名次   | 国内选手名次 | 备注                                   |
| -------------- | -------------------- | -------------------- | ------------- | ------ | ------------ | -------------------------------------- |
| 2019年3月24日  | 徐州马拉松           | 中国江苏徐州         | 2小时13分27秒 |        | 3            | 首马                                   |
| 2019年9月29日  | 柏林马拉松           | 德国柏林             | 未完成        | 未完成 | 未完成       | 半程1小时02分34创下国内最好半程成绩    |
| 2019年10月27日 | 长沙国际马拉松       | 中国湖南长沙         | 2小时13分20秒 |        | 4            |                                        |
| 2019年11月10日 | 南昌国际马拉松       | 中国江西南昌         | 2小时12分55秒 |        |              |                                        |
| 2019年12月8日  | 广州马拉松           | 中国广东广州         | 2小时09分57秒 |        | 1            | 奥运达标，世界田联认证个人最好成绩     |
| 2020年9月26日  | 多伦马拉松           | 中国内蒙古多伦       |               | 8+     | 8+           | 2020特步国人竞速精英赛                 |
| 2020年11月29日 | 南京马拉松           | 中国江苏南京         | 2小时08分50秒 | 1      | 1            | 个人最好成绩，但成绩不符合世界田联标准 |
| 2020年12月13日 | 厦门环东半程马拉松   | 中国福建厦门         | 1小时3分3秒   | 1      | 1            |                                        |
| 2021年5月23日  | 沂水马拉松           | 中国山东沂水         | 1小时05分18秒 | 1      | 1            | 半程马拉松                             |
| 2021年4月28日  | 北京半程马拉松       | 中国北京             | 1小时4分53秒  | 1      | 1            | 赛会记录，半马个人最好成绩             |
| 2021年8月8日   | 东京奥运会           | 日本东京             | 2小时16分39秒 | 32     | 2            | 首次参加奥运会                         |
| 2021年9月27日  | 陕西全运会           | 中国陕西西安         | 2小时14分31   | 銀牌   | 2            | 冠军仁青东知布成绩为2:14:26            |
| 2022年7月18日  | 尤金世锦赛           | 美国俄勒岡州尤金     | 2小时16分12秒 | 45     | 3            | [ 17 ]                                 |
| 2022年10月9日  | 芝加哥马拉松         | 美国伊利诺伊州芝加哥 | 2小时19分06秒 | 38     | 3            | [ 18 ]                                 |
| 2022年12月18日 | 厦门环东半程马拉松赛 | 中国福建省厦门       | 1小时02分30秒 | 1      | 1            | 全国半马最好成绩                       |

- 全国马拉松锦标赛

| 时间           | 赛事名称                         | 举办地   | 成绩          | 名次 |                                          |
| -------------- | -------------------------------- | -------- | ------------- | ---- | ---------------------------------------- |
| 2020年11月29日 | 2020年全国马拉松锦标赛（南京站） | 江苏南京 | 2小时08分50秒 | 1    | 暨南京马拉松                             |
| 2021年4月11日  | 2021年全国马拉松锦标赛（徐州站） | 江苏徐州 | 2小时11分16秒 | 1    | 暨奥运会马拉松选拔赛，获得奥运会参赛资格 |